# Jardine River National Park

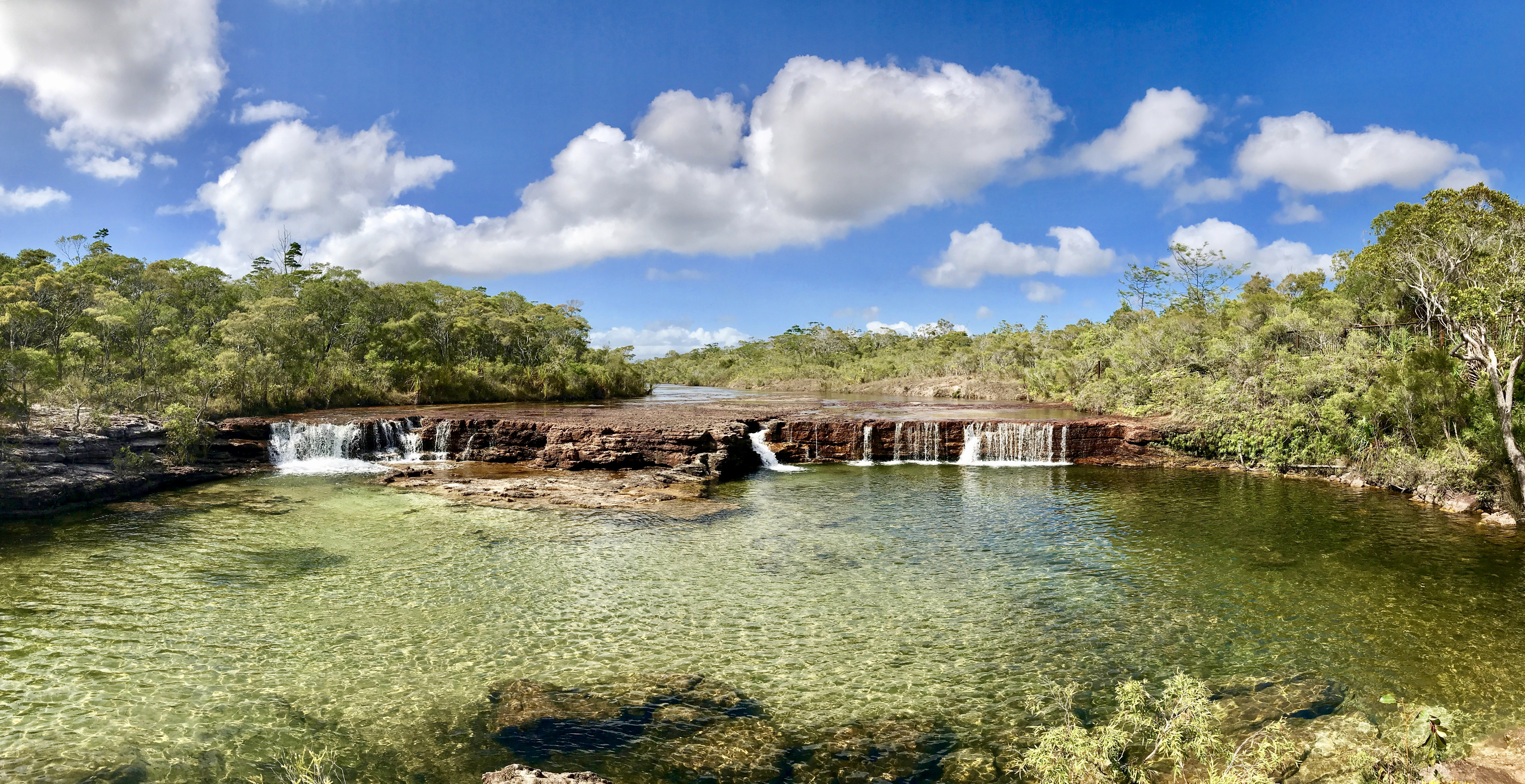
Fruit Bat Falls, Jardine River National Park

Jardine River National Park är en park i Australien. Den ligger i delstaten Queensland, omkring 2 100 kilometer nordväst om delstatshuvudstaden Brisbane. Jardine River National Park ligger 64 meter över havet.
Trakten runt Jardine River National Park är nära nog obefolkad, med mindre än två invånare per kvadratkilometer.. Det finns inga samhällen i närheten.
I omgivningarna runt Jardine River National Park växer huvudsakligen savannskog. Genomsnittlig årsnederbörd är 1 425 millimeter. Den regnigaste månaden är januari, med i genomsnitt 404 mm nederbörd, och den torraste är augusti, med 3 mm nederbörd.